# 未来忍者 庆云机忍外传
《未来忍者 慶雲機忍外伝》（日語假名：みらいにんじゃ けいうんきにんがいでん），是1988年发售的录影带首映，1988年由万代南梦宫娱乐发售街机用动作游戏。。

## 人员
- 导演：雨宮慶太
- 编剧：田中一、北原聡

## 演员
- 牧冬吉
- 山本昌平
- 井田弘樹
- 吉田瑞穂
- 森下恵理

## 脚注
1. ↑  TAFAのチラシ画像